# Christopher Murray (Schauspieler)
Christopher Murray (* 15. März 1957 in Los Angeles, Kalifornien) ist ein US-amerikanischer Schauspieler. Seine wohl bekannteste Rolle ist die des Rektors Dean Rivers in der Serie Zoey 101.

## Leben
Christopher Murray ist der Sohn des Schauspielers Don Murray und der Film- und Fernsehschauspielerin Hope Lange. Der Filmkomponist Sean Murray ist sein Halbbruder. Schon seine Großeltern waren in der Unterhaltungsbranche. Sein Großvater mütterlicherseits war Dirigent und seine Großmutter mütterlicherseits war eine Schauspielerin in New York. Sein Großvater väterlicherseits war ein Schauspieler am Broadway und seine Großmutter väterlicherseits war eine Tänzerin. Murray war am American Place Theater in New York City, wo er unter anderem Mitschüler von Chris Cooper und Tom Wright war. Am Carleton College in Northfield studierte er Medizin.

## Filmografie (Auswahl)
- 1984: Mister Roberts (Fernsehfilm)
- 1987: Agentin mit Herz (Scarecrow and Mrs. King, Fernsehserie, Folge Promises to Keep)
- 1988: Adams kesse Rippe (And God Created Woman)
- 1989: Zweites Glück (See You in the Morning)
- 1993: Spree
- 1993: Mord ist ihr Hobby (Fernsehserie, Folge Love’s Deadly Desire)
- 1993: Die Akte (The Pelican Brief)
- 1995: Im Sumpf des Verbrechens (Just Cause)
- 1996: JAG – Im Auftrag der Ehre (JAG, Fernsehserie, Folge High Ground)
- 1998: Buddy Faro (Fernsehserie, Folge Get Me Cody Swift)
- 2000: Hollywood Off-Ramp (Fernsehserie, Folge On My List)
- 2002: X-Factor: Das Unfassbare (Beyond Belief: Fact or Fiction, Fernsehserie, Folge The Bloody Hand)
- 2005: Carnivàle (Fernsehserie, Folge Lincoln Highway, UT)
- 2007: Sacrifices of the Heart (Fernsehfilm)
- 2005–2008: Zoey 101 (Fernsehserie, 17 Folgen)
- 2008: Mad Men (Fernsehserie, Folge A Night to Remember)
- 2009: Crossing Over
- 2010: Parks and Recreation (Fernsehserie, 2 Folgen)
- 2012: Touch (Fernsehserie, Folge Entanglement)
- 2014: Scandal (Fernsehserie, Folge We Do Not Touch the First Ladies)
- 2015: Navy CIS (Fernsehserie, Folge Donnie and Nicholas)